# 黑色的岩石白色的城
《黑色的岩石白色的城》（Black Rock White City，2015）是澳大利亚作家A·S·帕特里克的处女作。 它在2016年获得了迈尔斯·富兰克林奖。

## 情节
1990年代后期，塞尔维亚作家和学者乔万和他的妻子苏珊娜为逃离南斯拉夫内战移民墨尔本。乔万在一家医院担任清洁工，负责清理一些涂鸦，可是更多破坏行为随之而来，变得越来越奇怪和有威胁性。

## 评价
新南威尔士州米切尔州立图书馆馆长理查德·内维尔代表迈尔斯·富兰克林奖评审团发表评论说，该书对澳大利亚的移民经历进行了有力而原始的描述，探讨了战争的创伤，以及生理和情绪混乱的情况下激发救赎之爱的可能性。
《爱书人书评》的乔安妮·佩伦 说：“《黑色的岩石白色的城》违背了典型的体裁分类，这也许是一部真正伟大小说的标志……具有心理惊悚作品的强度和悬念，伟大文学的抒情性和普遍性，以及一部犯罪小说的坚韧和残忍”。
《ANZ文学爱好者》的丽莎·希尔说：“《黑色的岩石白色的城》是一部令人惊叹的小说，它使A·S·帕特里克成为我们最优秀的新一代作家。他的散文毫不妥协，但他的意象却很精致。他抨击凶暴不是依靠粗俗的语言，他用诗歌来揭示他人所看不见的乔万，这使他达成了一种壮美的风格。”